# Daniel Bravo
Daniel Bravo (Toulouse, 9 de febrero de 1963) es un exfutbolista francés que jugaba de centrocampista defensivo. Fue un componente de la selección de fútbol de Francia, con la que logró la Eurocopa 1984.

## Primeros años
Bravo proviene de familia española. Su padre era originario de Barcelona, pero a los 8 años huyó a Toulouse escapando de la guerra.

## Carrera deportiva
Bravo comenzó su carrera deportiva en el OGC Niza, debutando con su equipo el 24 de julio de 1980.
En 1983 fichó por el AS Mónaco, equipo con el que logró su primer título, en 1985, la Copa de Francia. En 1987 regresó al Niza, donde estuvo hasta 1989.
En 1989 fichó por el Paris Saint-Germain, equipo con el que logró numerosos títulos en los años 90, ya que pasó siete temporadas en el club parisino.
En 1996 ficha por el Parma Calcio, en la que fue su primera y única aventura deportiva fuera de Francia a lo largo de su carrera. Bravo finalizó su carrera deportiva en tres clubes franceses distintos, el Olympique de Lyon, el Olympique de Marsella, equipo con el que disputó la final Copa de la UEFA 1998-99, y el OGC Niza, en el que terminó retirando.

## Clubes
| Club                  | País    | Año         |
| --------------------- | ------- | ----------- |
| OGC Niza              | Francia | 1980 - 1983 |
| AS Mónaco             | Francia | 1983 - 1987 |
| OGC Niza              | Francia | 1987 - 1989 |
| PSG                   | Francia | 1989 - 1996 |
| Parma Calcio          | Italia  | 1996 - 1997 |
| Olympique de Lyon     | Francia | 1997 - 1998 |
| Olympique de Marsella | Francia | 1998 - 1999 |
| OGC Niza              | Francia | 1999 - 2000 |

## Palmarés

### Títulos nacionales
| Título          | Club      | País    | Año  |
| --------------- | --------- | ------- | ---- |
| Copa de Francia | AS Mónaco | Francia | 1985 |
| Copa de Francia | PSG       | Francia | 1993 |
| Ligue 1         | PSG       | Francia | 1994 |
| Copa de Francia | PSG       | Francia | 1995 |
| Copa de la Liga | PSG       | Francia | 1995 |

### Títulos internacionales
| Título           | Club (*)             | Sede     | Año  |
| ---------------- | -------------------- | -------- | ---- |
| Eurocopa         | Selección de Francia | Francia  | 1984 |
| Recopa de Europa | PSG                  | Bruselas | 1996 |

(*) Incluyendo la selección.